# Baga, biga, higa
Baga biga higa es una canción compuesta por el cantautor vasco Mikel Laboa en 1969. La letra procede de dos poemas onomatopéyicos procedentes del folklore tradicional vasco publicados por Manuel Lekuona en su libro Literatura oral vasca.

## La letra y su posible interpretación
La letra de la canción en una suerte de trabalenguas en euskera, y dice lo siguiente:
| En euskera Baga, biga, higa, laga, boga, sega, zai, zoi, bele, harma, tiro, pun! Xirristi-mirristi gerrena plat, Olio zopa, Kikili salda, Urrup edan edo klik ... ikimilikiliklik ... | En español (traducción conjetural) Uno, dos, tres, cuatro, cinco, seis, siete, ocho, nueve, Diez, tiro, ¡pum! Xirristi-mirristi!, asador, plato, sopa de aceite, caldo de pollo, bebe de golpe o traga, ikimilikiliklik... |

La letra no tiene una traducción lógica, pues en realidad no es más que una secuencia fonética. Sin embargo se pueden encontrar los siguientes elementos: las dos primeras letras de las diez primeras palabras (baga, biga, higa, laga, boga, sega, zai, zoi, bele, "harma") coinciden con las dos primeras letras de cada uno de los diez primeros números en euskera (bat, bi, hiru, lau, bost, sei, zazpi, zortzi, bederatzi, hamar). Además la palabra correspondiente a bederatzi (nueve) es bele (cuervo) y la correspondiente a hamar (diez) es harma, cuyo significado en euskera y castellano coinciden: arma, tiro, ¡pum!. Finalmente, es posible reconocer el siguiente vocabulario vasco
- gerrena plat (asador[5] y plato, en castellano,[6] respectivamente).
- olio zopa (aceite[7] y sopa, respectivamente,[8]).
- kikili salda (respectivamente gallina, con el sentido de cobarde,[9] y caldo[10]).
- edan edo klik (literalmente bebe o traga: edan es beber, o absorber,[11] klik es la onomatopeya de tragar en euskera,[12] mientras que edo es la disyunción o).
- ikimilikiliklik: trabalenguas que incluye las palabras anteriores, kikili y klik.

## Grabaciones y usos
La primera grabación data de 1974, cuando se incluye en el disco de Mikel Laboa Bat-Hiru, quien incluyó amplios segmentos ininteligibles de fonemas encadenados que parecen imitar palabras en euskera. Con posterioridad se han hecho versiones para orquesta sinfónica y coro.
La versión orquestal se ha utilizado como banda sonora del documental La pelota vasca, la piel contra la piedra, de Julio Médem. También es utilizada en la película Las brujas de Zugarramurdi, dirigida por Álex de la Iglesia durante la secuencia que describe un akelarre.
El grupo navarro Koma incluyó una versión de este tema en su disco de 2004 "Sinónimo de Ofender".
La banda de neofolk Trobar de Morte versionó el poema en la canción Zugarramurdi de su álbum Witchcraft de 2018.